# 松山市警察
松山市警察（まつやましけいさつ）は、かつて存在した愛媛県松山市の自治体警察。

## 概要
従来の愛媛県警察部が解体され、1948年（昭和23年）3月7日に松山市警察署が設置された。1950年（昭和25年）8月に「松山市警ら隊」が設置された。
1952年（昭和27年）3月に松山市警察本部と改称した。
1954年（昭和29年）に新警察法が公布された。これにより国家地方警察と自治体警察が廃止され、新たに都道府県警察として愛媛県警察が発足。松山市警察も愛媛県警察に統合され、姿を消した。

## 警察署
1952年（昭和27年）時点
- 東警察署
- 西警察署